# Căzănești (Mehedinți)
Căzănești es una comuna ubicada en el distrito de Mehedinți, Rumania.

## Superficie
Cuenta con una superficie de 84,66 kilómetros cuadrados.

## Demografía
Hasta 2021 la población era de 2006 habitantes, con una densidad de población de 23,69 habitantes por kilómetro cuadrado.
| Gráfica de evolución demográfica de Căzănești entre 1992 y 2021                      |
|                                                                                      |
| Datos según City Population y Population statistics of Eastern Europe & former USSR. |